# Thordisa

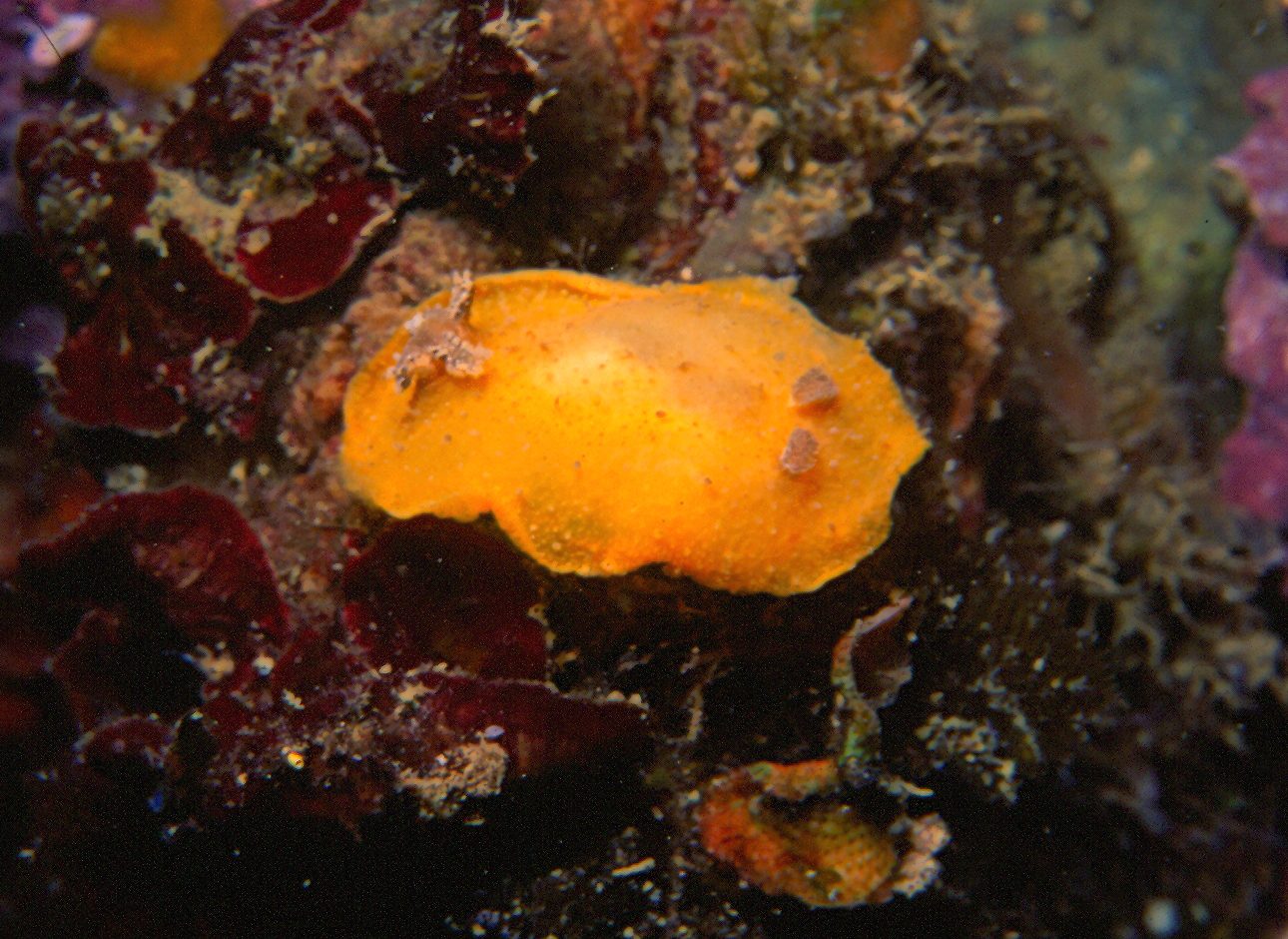
Thordisa filix

Thordisa es un género de moluscos nudibranquios de la familia Discodorididae.

## Diversidad
El género Thordisa incluye un total de 19 especies descritas:
- Thordisa albomacula Chan & Gosliner, 2007
- Thordisa aurea Pruvot-Fol, 1951
- Thordisa azmanii Cervera & Garcia-Gomez, 1989
- Thordisa bimaculata Lance, 1966
- Thordisa diuda Marcus Er., 1955
- Thordisa filix Pruvot-Fol, 1951
- Thordisa harrisi Chan & Gosliner, 2006
- Thordisa ladislavii  (Ihering, 1886)
- Thordisa lurca  (Ev. Marcus & Er. Marcus, 1967)
- Thordisa luteola Chan & Gosliner, 2007
- Thordisa nieseni Chan & Gosliner, 2007
- Thordisa oliva Chan & Gosliner, 2007
- Thordisa pallida Bergh, 1884
- Thordisa poplei Edmunds, 2011
- Thordisa rubescens Behrens & Henderson, 1981
- Thordisa sanguinea Baba, 1955
- Thordisa tahala Chan & Gosliner, 2007
- Thordisa verrucosa  (Crosse in Angas, 1864)
- Thordisa villosa Alder & Hancock, 1864

Especies cuyo nombre ha dejado de ser aceptado por sinonimia:
- Thordisa crosslandi Eliot, 1903: aceptado como Sebadoris nubilosa  (Pease, 1871)
- Thordisa parva Baba, 1938: aceptado como Jorunna parva  (Baba, 1938)
- Thordisa sabulosa Burn, 1957: aceptado como Thordisa verrucosa  (Crosse in Angas, 1864)